# Larry Sanger
Larry Sanger (sinh ngày 16 tháng 7 năm 1968) là giáo sư triết học người Mỹ, đồng sáng lập Wikipedia và là người khởi xướng Citizendium.

## Tiểu sử
Larry Sanger sinh tại Bellevue, Washington, lớn lên tại Anchorage, Alaska (từ năm 7 tuổi). Ngay từ thuở nhỏ, ông đã tỏ ra yêu thích triết học. Tại trường, ông tự hỏi: "Bạn đã định làm gì với môn triết học?" và tự trả lời: "Thay đổi cách nghĩ của thế giới vì một thứ"
Năm 1991, ông nhận bằng cử nhân triết học tại trường Reed; năm 1995, bằng Thạc sĩ Khoa học xã hội và nhân văn; và năm 2000, bằng tiến sĩ triết học tại Đại học Tiểu bang Ohio. Cũng năm 2000, ông bắt đầu vào làm việc cho Nupedia với cương vị tổng biên tập